# Elisabeth Pinajeff
Elisabeth Pinajeff, nom de scène d'Ielizaveta Sergueïevna Pinaïeva (en russe : Елизавета Сергеевна Пинаева, née le 4 avril 1900 à Winterthour, morte le 31 décembre 1995 à Villemoisson-sur-Orge) est une actrice russe.

## Biographie
Fille de l'architecte S. Pinaïev et de la comtesse A. Popova, elle suit à Kharkov les cours du mime Mikhaïl Tarkhanov et joue dans deux films muets russes. Lorsque son premier mari, un ingénieur qu'elle épouse à 19 ans, reçoit une commande d'Allemagne, elle le suit à Berlin.
Elle profite alors du fait que le réalisateur Carl Theodor Dreyer cherche de vrais Russes dans une publicité de journal pour son film Aimez-vous les uns les autres en 1921. Elisabeth Pinajeff reçoit un rôle principal et apparaît plusieurs fois dans des films muets allemands dans les années 1920. Elisabeth Pinajeff est mariée brièvement au photographe Alexander Binder en 1928-1929. En 1930, elle fait son premier film parlant. Elle devient la maîtresse de Marc Oudodowski, Russe exilé et producteur de cinéma. Elle se tourne vers le cinéma français sous le pseudonyme de Lily Dorell à partir de 1932, mais tombe dans l'oubli dans les années 1930 et met fin à sa carrière en 1938.
Elle se sépare d'Oudodowski en 1948 et devient la maîtresse d'André Le Troquer, député SFIO et président de l'Assemblée Nationale. Elle est impliquée dans l'Affaire des Ballets roses, une affaire de mœurs pédophile française révélée en 1959 : l'enquête établit que l'ex-chauffeur de la DST Pierre Sorlut qui se faisait passer pour un policier (il était en disponibilité) avait durant trois ans piégé des jeunes filles mineures en leur proposant de rencontrer des hommes qui promettaient, grâce à leurs relations, de favoriser leur carrière artistique. Fournies en alcool et en marijuana, elles exécutaient pour un public d'amateurs des spectacles érotiques dont certaines chorégraphies étaient imaginées par Elisabeth Pinajeff, dite « la comtesse de Pinajeff », devenue une artiste peintre et se faisant passer pour une comtesse roumaine. Elle est condamnée pour cette affaire.
Elle est inhumée au cimetière de Vaucresson, où elle avait acquis une maison avec André Le Troquer, à côté de sa mère qu'elle avait fait venir en France avant la Seconde Guerre mondiale.

## Filmographie
- 1922 : Aimez-vous les uns les autres
- 1923 : Graf Cohn (de)
- 1924 : Die Brigantin von New York
- 1924 : Königsliebchen
- 1925 : Menschen am Meer
- 1925 : Herrn Filip Collins Abenteuer
- 1926 : Die drei Mannequins
- 1926 : Spitzen
- 1926 : Die Kleine und ihr Kavalier
- 1926 : Der lachende Ehemann
- 1926 : Gern hab' ich die Frauen geküßt (de)
- 1927 : Rinaldo Rinaldini (de)
- 1927 : Ein rheinisches Mädchen beim rheinischen Wein (de)
- 1927 : Was Kinder den Eltern verschweigen
- 1927 : Die Dollarprinzessin und ihre sechs Freier
- 1928 : Amor auf Ski (de)
- 1928 : Die Sünderin
- 1928 : Die Dame und ihr Chauffeur (de)
- 1928 : Ein besserer Herr (de)
- 1928 : Der fesche Husar (de)
- 1928 : Mikosch rückt ein
- 1929 : Wem gehört meine Frau?
- 1929 : Der Mitternachtswalzer
- 1929 : Mutterliebe (de)
- 1930 : Ruhiges Heim mit Küchenbenutzung
- 1930 : Tingeltangel
- 1931 : Schatten der Unterwelt (de)
- 1931 : Madame hat Ausgang
- 1931 : Ombres des bas fonds
- 1931 : L'Amoureuse Aventure
- 1932 : Die Vier vom Bob 13
- 1932 : L'Amour en vitesse
- 1932 : Le Triangle de feu
- 1933 : Vacances conjugales
- 1938 : La Tragédie impériale